# Ringsrudåsen
Ringsrudåsen és una muntanya situada al municipi de Gjøvik, al comtat d'Innlandet, Noruega. Fa 842,3 metres d'alçada.